# Manuel Méndez de Vigo y Méndez de Vigo
Manuel Méndez de Vigo y Méndez de Vigo (1858-1959) fue un diplomático español, embajador, diputado a Cortes, y gobernador civil de Guipúzcoa.

## Biografía
Nacido el 11 de septiembre de 1858 en Madrid, Manuel Méndez de Vigo y Méndez de Vigo era hijo de Felipe Méndez de Vigo y Osorio, de los condes de Santa Cruz de los Manueles, y de María de la Paz Méndez de Vigo y Oraá. Contrajo matrimonio el 30 de noviembre de 1890 en la iglesia de San Nicolás de Villoria con Ana Germana Bernaldo de Quirós y Muñoz, i marquesa de Atarfe, grande de España, dama de la Orden de María Luisa y de las Reinas María Cristina y Victoria Eugenia. Tuvieron como descendencia siete hijos:
- Ofelia Méndez de Vigo y Bernaldo de Quirós
- Manuel Méndez de Vigo y Bernaldo de Quirós
- Mario Méndez de Vigo y Bernaldo de Quirós
- Raquel Méndez de Vigo y Bernaldo de Quirós
- Eliana Méndez de Vigo y Bernaldo de Quirós
- Cristino Méndez de Vigo y Bernaldo de Quirós
- Thais Méndez de Vigo y Bernaldo de Quirós

Méndez de Vigo ejerció brevemente de diputado en las Cortes de la Restauración entre 1922 y 1923, tras elección parcial en el distrito de Granada convocada para cubrir la baja de Andrés Allendesalazar y Bernar. Murió el 21 de marzo de 1959 en su ciudad natal.

## Titulaciones
- 22 de enero de 1905: Gentilhombre de Cámara de S.M. con ejercicio y servidumbre(2)
- 25 de marzo de 1912: Caballero gran cruz de la Orden de Carlos III
- 13 de mayo de 1938: Embajador de España Por Decreto de Francisco Franco le nombró enviado extraordinario y ministro Plenipotenciario cerca del Emperador del Japón.[3]